# Букия, Темури Кобаевич
Тему́ри Коба́евич Бу́кия (род. 2 апреля 1994, Сочи) — российский футболист, опорный полузащитник.

## Карьера

### Клубная
До 10 лет был в сочинской СДЮШОР № 7, затем, до 13 лет, в сочинской СДЮШОР «Источник». До 2010 года выступал на юношеском уровне за раменский «Сатурн». В начале 2011 года подписал 3-летний контракт с московским «Спартаком», за который провёл в том году 5 матчей в первенстве молодёжных команд. 1 июня 2012 года был отзаявлен. Играл в Сочи за городскую команду. В начале 2013 года пополнил ряды молодёжной (до 21) команды клуба «Динамо» из Ческе-Будеёвице. Летом того же года перешёл в «Кубань», за которую был официально заявлен под 81-м номером 24 августа, в тот же день дебютировав за клуб в поединке молодёжных составов. В основном составе «Кубани» дебютировал 28 апреля 2014 года, выйдя на замену Арсену Хубулову на 69-й минуте выездного матча чемпионата премьер-лиги против московского «Спартака».
В сезонах 2014/15—2017/18 играл за «Волгарь». В сезоне 2014/15 стал игроком-открытием и лучшим молодым игроком ФНЛ. В ноябре 2014 года сыграл за сборную ФНЛ против сборной итальянской Серии «Б». После выхода «Волгаря» из состава ФНЛ появлялась информация о переходе Букии в «Тюмень», но спортивный директор астраханского клуба Олег Целовальников утверждал, что у Букии продолжает действовать контракт с «Волгарём». В итоге Букия перешёл в «Спартак» (Владикавказ), а летом 2019 года пополнил состав «Факела». 12 февраля 2020 года воронежский клуб и Букия расторгли контракт по обоюдному согласию. В марте — августе 2020 года находился в составе клуба «Вест Армения». 28 августа 2020 года перешёл в майкопскую «Дружбу». В дальнейшем, в 2021—2023 годах, играл за «Луки-Энергию» (Великие Луки), казахстанский «Кыран» и «Электрон» (Великий Новгород).
В 2023 году перешёл в клуб медиалиги «Деньги», в 2024 году играл за «Зоркий».

### В сборной
Выступал в составе юношеской и молодёжной сборных России.